# 李景山 (曲艺家)
李景山（1898-1960），男，汉族，天津武清人，清德宗光绪二十四年（1898）出生于直隶武清县大黄堡村，著名京东大鼓弦师，京东大鼓创始人刘文斌的搭档，因出天花，导致其左眼失明，右眼视力差，为生活，自学成才，外号李傻样。于1960年逝世。